# Ofelia kommer til byen
Ofelia kommer til byen er en dansk film fra 1985 med manuskript og instruktion af Jon Bang Carlsen.

## Medvirkende
- Stine Bierlich
- Flemming Jørgensen (Bamse)
- Ingolf David
- Else Petersen
- Hans Christian Ægidius